# Charlie Callas
Charles „Charlie“ Callas (* 20. Dezember 1924 in Brooklyn, New York City, New York; † 27. Januar 2011 in Las Vegas, Nevada) war ein US-amerikanischer Schauspieler und Comedian.

## Leben
Callas diente während des Zweiten Weltkriegs in der United States Army. Danach begann er zunächst eine Karriere als Schlagzeuger und tourte mit den Bands von Tommy Dorsey und Claude Thornhill. In einem Interview mit der Los Angeles Times gab er 1982 an, dass seine damaligen Musikerkollegen sein Talent als Komiker erkannt hatten und ihn dazu ermutigt hätten, diesen neuen Karriereweg einzuschlagen. Ab 1962 trat er als Stand-up-Comedian auf. Seinen ersten Fernsehauftritt hatte er im darauf folgenden Jahr. Er war dabei so erfolgreich, dass er von Frank Sinatra für dessen Vorprogramm engagiert wurde. Beide traten bis in die 1980er Jahre zusammen auf. Durch seine vielen Auftritte in Fernsehshows wie der The Merv Griffin Show, Johnny Carsons The Tonight Show und Dean Martins Celebrity Roasts lernte er viele andere Komiker und Filmschaffende kennen, durch die er auch Rollen in Spielfilmen erhielt. So kam er nach einem Zusammentreffen mit Jerry Lewis an eine Rolle in dessen nächsten Film Ein Froschmann an der Angel. Zudem war er in zahlreichen Filmen von Mel Brooks zu sehen und sprach sowohl in der englischen Originalversion als auch in der deutschen Synchronfassung von Disneys Elliot, das Schmunzelmonster die Rolle des namensgebenden Monsters.
Zwischen 1975 und 1978 spielte er neben Eddie Albert, Robert Wagner und Sharon Gless in der Krimiserie Die Zwei mit dem Dreh in 71 Episoden die Rolle des Malcom Argos. Später trat er  jeweils in einer Gastrolle in Wagners Erfolgsserie Hart aber herzlich sowie in Cagney & Lacey mit Sharon Gless auf. Außerdem war er häufig als prominenter Gast in Fernsehshows wie The Hollywood Squares auf dem Bildschirm.
Callas war verheiratet und hatte zwei Söhne; seine Frau starb 2010.

## Filmografie (Auswahl)
- 1964: Die Jackie-Gleason-Show (Jackie Gleason: American Scene Magazine, Fernsehserie, Folge 3x13)
- 1966: The Munsters (Fernsehserie, Folge 2x16)
- 1966: Die Monkees (The Monkees, Fernsehserie, Folge 1x06)
- 1967: Ein Froschmann an der Angel (The Big Mouth)
- 1972: Wo die Liebe hinfällt (Love, American Style, Fernsehserie, Folge 3x17)
- 1975–1978: Die Zwei mit dem Dreh (Switch, Fernsehserie, 71 Folgen)
- 1976: Mel Brooks’ letzte Verrücktheit: Silent Movie (Silent Movie)
- 1977: Elliot, das Schmunzelmonster (Pete’s Dragon, Stimme von Elliott)
- 1977: Mel Brooks’ Höhenkoller (High Anxiety)
- 1979: Legends of the Superheroes (Fernsehserie, 2 Folgen)
- 1979: Love Boat (The Love Boat, Fernsehserie, Folge 2x25)
- 1981: Hart aber herzlich (Hart to Hart, Fernsehserie, Folge 2x09 Rotkäppchen und der böse Colt)
- 1981: Mel Brooks’ verrückte Geschichte der Welt (History of the World, Part I)
- 1982: Ein Colt für alle Fälle (The Fall Guy, Fernsehserie, Folge 1x14)
- 1982: Ein Sprung in der Schüssel (Hysterical)
- 1984: Im Zauberland der Gallavants (Gallavants, Stimme von Azor)
- 1984: Cagney & Lacey (Fernsehserie, Folge 4x10)
- 1987: Amazonen auf dem Mond oder Warum die Amis den Kanal voll haben (Amazon Women on the Moon)
- 1989: L.A. Law – Staranwälte, Tricks, Prozesse (L.A. Law, Fernsehserie, Folge 3x15 Die Nervensäge des Jahres)
- 1993: Palm Beach-Duo (Silk Stalkings, Fernsehserie, Folge 2x18 Mädchenhandel)
- 1995: Cybill (Fernsehserie, Folge 1x07)
- 1995: Dracula – Tot aber glücklich (Dracula: Dead and Loving It)
- 1995: Vampire Vixens from Venus
- 2002: Errors, Freaks & Oddities
- 2011: Horrorween